# Wilhelm Clauß
Heinrich Wilhelm August Clauß (* 1. August 1830 in Thune; † 26. März 1896 in Braunschweig) war ein deutscher Maschineningenieur und Bahndirektor.

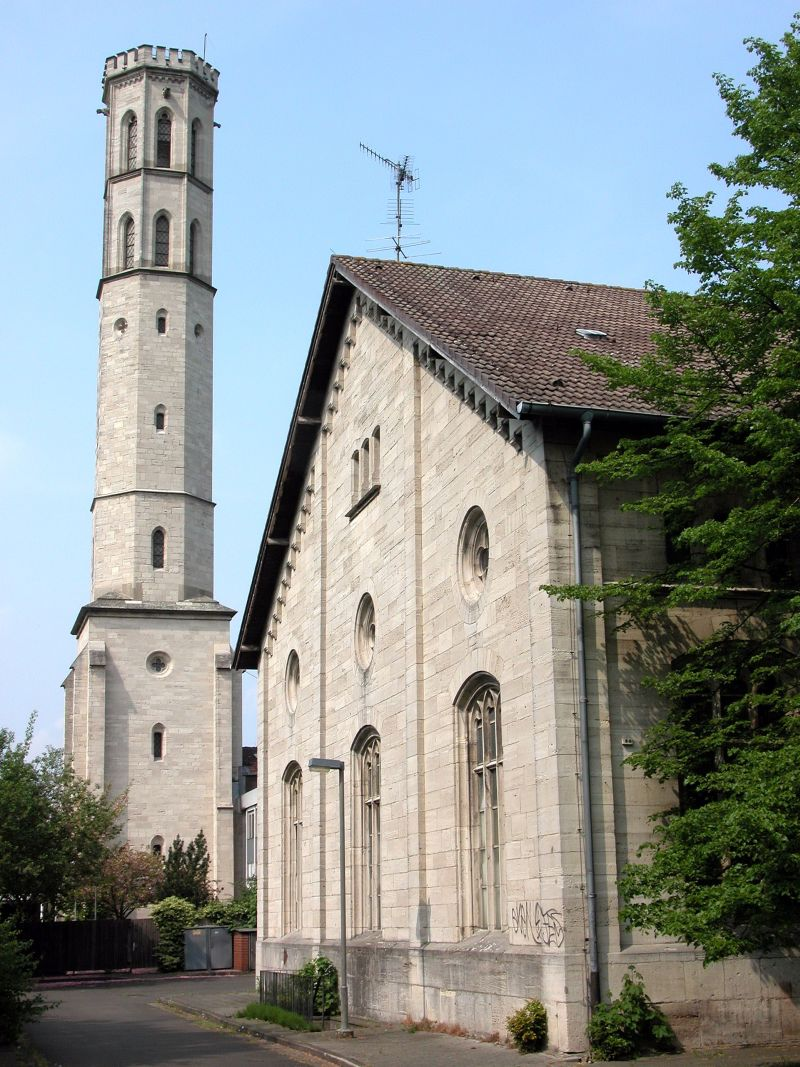
Neugotischer Druckturm des ersten Wasserwerkes der Stadt Braunschweig

## Leben
Der Sohn eines Rittergutsbesitzers besuchte bis 1847 das Realgymnasium und anschließend das Collegium Carolinum in Braunschweig. Dort studierte er bis 1850 Maschinenbau.

### Eisenbahnwesen
Clauß war nachfolgend in den herzoglichen Werkstätten der Braunschweigischen Staatsbahn sowie in Betrieben in Nordhausen und ab 1851 in Linden als Maschinenkonstrukteur und Werkmeister tätig. Im Jahre 1858 erhielt er eine Festanstellung als Maschineningenieur bei der Braunschweigischen Staatsbahn, die 1870 in die private Braunschweigische Eisenbahn-Gesellschaft überführt wurde. Ab 1871 war Clauß als Oberingenieur für die Leitung des gesamten Werkstättenbereichs verantwortlich. Die Braunschweigische Eisenbahn wurde 1885 an Preußen verkauft. Clauß war zunächst Referent der vorübergehend eingesetzten Königlich Preußischen Eisenbahndirektion in Braunschweig, bevor er 1886 Direktor der neu entstandenen Braunschweigischen Landeseisenbahngesellschaft wurde. Im Jahre 1887 wurde ihm der Titel eines Herzoglichen Bahndirektors verliehen.
Clauß beteiligte sich 1871 finanziell an der Gründung einer Eisenbahnsignalbauanstalt. Aufgrund unternehmerischer und dienstlicher Überschneidungen musste er den Betrieb jedoch verkaufen. Dieser ging später in den Besitz des Braunschweiger Unternehmers Max Jüdel über.

### Braunschweiger Wasserversorgung
In der Mitte des 19. Jahrhunderts führten das Anwachsen der Bevölkerung und die zunehmende Industrialisierung zu unhaltbaren Zuständen der noch mittelalterlich geprägten Wasserversorgung der Stadt Braunschweig. Eine 1858 ins Leben gerufene städtische Kommission übertrug Clauß die Aufstellung eines Entwurfs zur Versorgung der Stadt mit sauberem Trink- und Brauchwasser. Zusammen mit Stadtbaurat Carl Tappe ließ er 1864/1865 das Wasserwerk im Eisenbahnpark bauen, das in Teichen geklärtes und anschließend gefiltertes Okerwasser lieferte. Das Wasserwerk war bis 1902 in Betrieb. Clauß ist für den Bau weiterer Wasserwerke im Herzogtum Braunschweig verantwortlich.
Clauß wohnte zuletzt in der Moltkestraße in Braunschweig. Er starb 1896. Die von ihm vorgeschlagene Versorgung der Stadt mit Harzwasser wurde erst weit nach seinem Tod, im Dezember 1972 verwirklicht.

## Schriften (Auswahl)
Clauß veröffentlichte zahlreiche Aufsätze in Fachzeitschriften und eisenbahntechnischen Standardwerken, worin er Beiträge zur Verbesserung der Sicherheitsvorrichtungen bei Zugbewegungen, beispielsweise durch die Schaffung von Zentral-Weichenanlagen, lieferte.
- Das Wasserwerk der Stadt Braunschweig, Schmorl & von Seefeld, Hannover, 1869.
- Ueber die Anlage, Ausrüstung und den Betrieb von normalspurigen Secundärbahnen, Hof-Buchdruckerei Julius Krampe, Braunschweig, 1877 Digitalisat
- Ueber Weichenthürme und verwandte Sicherheits-Vorrichtungen für Eisenbahnen : unter specieller Beschreibung der auf den Braunschweigischen u. a. Linien getroffenen Einrichtungen, Braunschweig, 1878.
- gemeinsam mit Rudolf Blasius und J. Landauer (Hrsg.): Die Stadt Braunschweig in hygienischer Beziehung / im Auftrage des Vereins für öffentliche Gesundheitspflege, Joh. Heinr. Meyer Verlag, Braunschweig, 1890.